# Бостонцы (фильм)
«Бостонцы» (англ. The Bostonians) — кинофильм режиссёра Джеймса Айвори, вышедший на экраны в 1984 году. Экранизация одноимённого романа Генри Джеймса.

## Сюжет
Действие начинается в 1875 году в Бостоне. Адвокат-южанин Бэзил Рэнсом приезжает с визитом к своей кузине Олив Чанселлор, намеревающейся свести его со своей вдовствующей сестрой. Олив — убеждённая суфражистка — берёт родственника с собой на одно из собраний местного женского клуба. Здесь они становятся свидетелями вдохновенного выступления юной Верины Таррант, провозглашающей эмансипацию женщин. Олив приглашает девушку в гости, намереваясь сойтись с ней поближе и привлечь к серьёзной работе по пропаганде идей равноправия. Однако её конкурентом неожиданно становится Бэзил, отнюдь не разделяющий идеалы суфражисток, однако поражённый красотой и силой духа Верины.

## В ролях
- Кристофер Рив — Бэзил Рэнсом
- Ванесса Редгрейв — Олив Чанселлор
- Мадлен Поттер — Верина Таррант
- Джессика Тенди — мисс Бёрдзай
- Нэнси Маршан — миссис Бёррадж
- Уэсли Эдди — мистер Таррант
- Барбара Брайн — миссис Таррант
- Линда Хант — доктор Прайс
- Чарльз Маккахан — полицейский
- Нэнси Нью — Аделина
- Джон Ван Несс — Генри Бёррадж
- Уоллес Шон — мистер Пардон

## Награды и номинации
- 1984 — номинация на премию Британского общества кинооператоров (Уолтер Лассали).
- 1984 — номинация на премию Нью-Йоркского общества кинокритиков за лучшую женскую роль (Ванесса Редгрейв).
- 1984 — номинация на премию Лос-Анджелесского общества кинокритиков за лучшую женскую роль (Ванесса Редгрейв).
- 1985 — две номинации на премию «Оскар»: лучшая женская роль (Ванесса Редгрейв), лучшая работа художника по костюмам (Дженни Беван, Джон Брайт).
- 1985 — номинация на премию «Золотой глобус» за лучшую женскую роль в драматическом фильме (Ванесса Редгрейв).
- 1985 — номинация на премию BAFTA за лучшую работу художника по костюмам (Дженни Биван, Джон Брайт).
- 1985 — премия Национального общества кинокритиков США за лучшую женскую роль (Ванесса Редгрейв).